# W.W.W.
W.W.W. er en LP af bandet Burnin Red Ivanhoe. Indspillet 22-25/9, 1971 i Rosenberg Studio i København. Pladen blev produceret af Freddy Hansson og mixet i Trident Studios, London af Bob Hill. Coveret er designet af Burnin Red Ivanhoe, og omslagsbilledet er taget af John Fowlie.
De tre sange på side 1 og den første sang på side 2 udgør en samlet musikalsk historie om Rowena, der rejser til det mystiske land Kaske fra sit køkken i Croydon. Disse fire sange er de mest ambitiøse og eksperimenterende i bandets karriere og peger mod den musik, som Karsten Vogel lavede med Secret Oyster. De tre sidste sange på pladen viser bandet fra en mere munter side. 

## Indhold
Side 1
1. "Second Floor, Croydon" - 8:37
2. "W.W.W." - 6:07
3. "Avez-Vous Kaskelainen?" - 4:47

Side 2
1. "Kaske-Vous Karsemose" - 3:49
2. "All About All" - 4:08
3. "Oblong Serenade" - 6:25
4. "Cucumber-Porcupine" - 5:21

Totaltid: 39:15
Alle sange er skrevet af Karsten Vogel, undtaget Oblong Serenade skrevet af Ole Fick